# Sass
Sass (англ. Syntactically Awesome Stylesheets) — скриптова метамова, яка інтерпретується в каскадні таблиці стилів (CSS). Спроектована Гемптоном Кетліном та розроблена Наталі Вейзенбаум. Sass призначений для підвищення рівня абстракції коду та спрощення файлів CSS.
Мова Sass має два синтаксиси:
- sass (оригінальний) — відрізняється відсутністю фігурних дужок, в ньому вкладені елементи реалізовані за допомогою відступів, а правила відокремлюються переведенням рядка;
- scss (новий) — використовує фігурні дужки (подібно до CSS).

Файли sass-синтаксису мають розширення .sass, scss-синтаксису — .scss.
Sass розширює CSS, надаючи кілька механізмів, доступних в більш традиційних мовах програмування, зокрема об'єктно-орієнтованих мовах, але недоступних для CSS. Інтерпретатор Sass транслює SassScript у блоки правил CSS. По суті, Sass — це синтаксичний цукор для CSS.

## Змінні
Sass дозволяє визначати змінні. Змінні починаються зі знака долара ($). Присвоєння значень змінних здійснюється за допомогою двокрапки (:).
SassScript підтримує чотири типи даних:
- число
- рядок (з лапками чи без)
- логічний (булевий) тип
- колір (ім'я або імена)

Змінна може бути аргументом чи результатом однієї чи кількох функцій. Під час трансляції значення змінних вставляються у вихідний (тобто результуючий) документ CSS.
Синтаксис SCSS:
```
$blue
:
 
#3bbfce
;

$margin
:
 
16
px
;

.content-navigation
 
{

  
border-color
:
 
$
blue
;

  
color
:

    
darken
(
$
blue
,
 
20
%
);

}

.border
 
{

  
padding
:
 
$
margin
 
/
 
2
;

  
margin
:
 
$
margin
 
/
 
2
;

  
border-color
:
 
$
blue
;

}

```

Синтаксис SASS:
```
$blue
:
 
#3bbfce

$margin
:
 
16
px

.content-navigation

  
border-color
:
 
$blue

  
color
:
 
darken
(
$blue
,
 
9
%
)

.border

  
padding
:
 
$margin
/
2

  
margin
:
  
$margin
/
2

  
border-color
:
 
$blue

```

Компілюється у:
```
.
content-navigation
 
{

  
border-color
:
 
#3bbfce
;

  
color
:
 
#2b9eab
;

}

.
border
 
{

  
padding
:
 
8
px
;

  
margin
:
 
8
px
;

  
border-color
:
 
#3bbfce
;

}

```

## Вкладені правила
Одна з ключових особливостей Sass — вкладені правила, які полегшують процес створення і редагування вкладених селекторів.
```
table
.hl
 
{

  
margin
:
 
2
em
 
0
;

  
td
.ln
 
{

    
text-align
:
 
right
;

  
}

}

li
 
{

  
font
:
 
{

    
family
:
 
serif
;

    
weight
:
 
bold
;

    
size
:
 
1
.3
em
;

  
}

}

```

Буде скомпільовано в:
```
table
.
hl
 
{

  
margin
:
 
2
em
 
0
;

}

table
.
hl
 
td
.
ln
 
{

  
text-align
:
 
right
;

}

li
 
{

  
font-family
:
 
serif
;

  
font-weight
:
 
bold
;

  
font-size
:
 
1.3
em
;

}

```

## Домішки (міксини)
Для уникнення постійних повторень однакових правил CSS, в Sass введені домішки. Домішки об'єднують подібні правила та викликаються в необхідних місцях.
```
@mixin
 
table-base
 
{

  
th
 
{

    
text-align
:
 
center
;

    
font-weight
:
 
bold
;

  
}

  
td,
 
th
 
{padding
:
 
2
px
}

}

#data
 
{

  
@include
 
table-base
;

}

```

Буде скомпільовано в:
```
#
data
 
th
 
{

  
text-align
:
 
center
;

  
font-weight
:
 
bold
;

}

#
data
 
td
,
 
#
data
 
th
 
{

  
padding
:
 
2
px
;

}

```

### Аргументи
Домішки також підтримують аргументи.
```
@mixin
 
left
(
$dist
)
 
{

  
float
:
 
left
;

  
margin-left
:
 
$dist
;

}

#data
 
{

  
@include
 
left
(
10
px
)
;

}

```

Буде скомпільовано в:
```
#
data
 
{

  
float
:
 
left
;

  
margin-left
:
 
10
px
;

}

```

### В поєднанні
```
@mixin
 
table-base
 
{

  
th
 
{

    
text-align
:
 
center
;

    
font-weight
:
 
bold
;

  
}

  
td,
 
th
 
{padding
:
 
2
px
}

}

@mixin
 
left
(
$dist
)
 
{

  
float
:
 
left
;

  
margin-left
:
 
$dist
;

}

#data
 
{

  
@include
 
left
(
10
px
)
;

  
@include
 
table-base
;

}

```

Буде скомпільовано в:
```
#
data
 
{

  
float
:
 
left
;

  
margin-left
:
 
10
px
;

}

#
data
 
th
 
{

  
text-align
:
 
center
;

  
font-weight
:
 
bold
;

}

#
data
 
td
,
 
#
data
 
th
 
{

  
padding
:
 
2
px
;

}

```

## Цикли
Sass дозволяє перебір змінних за допомогою @for, @each та @while, які можуть бути використані для застосування різних стилів до елементів з однаковими ідентифікаторами або класами.
```
$squareCount
:
 
3
;

@for
 
$i
 
from
 
1
 
through
 
$squareCount
 
{

  
#square-
#{
$i
}
 
{

   
background-color
:
 
red
;

   
width
:
 
50
px
 
*
 
$i
;

   
height
:
 
120
px
 
/
 
$i
;

  
}

}

```

Буде скомпільовано в:
```
#
square-1
 
{

  
background-color
:
 
red
;

  
width
:
 
50
px
;

  
height
:
 
120
px
;

}

#
square-2
 
{

  
background-color
:
 
red
;

  
width
:
 
100
px
;

  
height
:
 
60
px
;

}

#
square-3
 
{

  
background-color
:
 
red
;

  
width
:
 
150
px
;

  
height
:
 
40
px
;

}

```

## Успадкування
```
.error
 
{

  
border
:
 
1
px
 
#f00
;

  
background
:
 
#fdd
;

}

.error.intrusion
 
{

  
font-size
:
 
1
.3
em
;

  
font-weight
:
 
bold
;

}

.badError
 
{

  
@extend
 
.error
;

  
border-width
:
 
3
px
;

}

```

Буде скомпільовано в:
```
.
error
,
 
.
badError
 
{

  
border
:
 
1
px
 
#f00
;

  
background
:
 
#fdd
;

}

.
error
.
intrusion
,

.
badError
.
intrusion
 
{

  
font-size
:
 
1.3
em
;

  
font-weight
:
 
bold
;

}

.
badError
 
{

  
border-width
:
 
3
px
;

}

```